# Alessio Garavello
Alessio Garavello (Legnago, 15 giugno 1981) è un cantante e chitarrista italiano.
Fin da piccolo si appassiona alla musica, suonando il clarinetto. Nel 1995 inizia a suonare la chitarra dopo avere scoperto l'album "Youthanasia" dei Megadeth. 
Inizia lo studio vero e proprio di canto nel 2001, con Gastone Baratella prima e con Michele Luppi poi. Sperimenta nel corso degli anni numerosi stili vocali tra i quali il funk ed il soul. È stato per anni cantante dei gruppi Power Quest e Arthemis, nei quali suonava anche la chitarra. Ha inciso numerosi album e si è esibito in innumerevoli live a livello internazionale.

## Discografia

### Con gli Arthemis
- 1999 - Church of the Holy Ghost (Underground Symphony)
- 2001 - The Damned Ship (Underground Symphony)
- 2003 - Golden Dawn (Underground Symphony)
- 2005 - Back from the Heat (Underground Symphony)
- 2008 - Black Society (Scarlet Records)

### Con i Power Quest
- 2002: Wings of Forever (Underground Symphony)
- 2003: Neverworld (Frontiers-Now & Then / Avalon-Marquee Inc.)
- 2005: Magic Never Dies (Avalon-Marquee Inc. / Majestic Rock)
- 2008: Master of Illusion (Napalm Records)

### Con i Ground Control
- 2005: Insanity (Punishment 18 Records)